# La vorágine (serie de televisión surcoreana)
La vorágine (en hangul, 돌풍; en hanja, 突風; McCune-Reischauer, Tolp'ung; literalmente, «La tormenta»)  es una serie de televisión surcoreana dirigida por Kim Yong-wan y protagonizada por Seol Kyung-koo y Kim Hee-ae. Se emitirá en la plataforma Netflix a partir del 28 de junio de 2024.

## Sinopsis
El primer ministro Park Dong-ho exige que el presidente Jang Il-joon, que en otro tiempo fue su camarada pero se ha vuelto corrupto, renuncie, pero termina atrapado en una conspiración y se enfrenta al riesgo de perderlo todo, pues va a ser llevado ante la fiscalía acusado de corrupción. En un intento desesperado por escapar de estas acusaciones falsas y exponer a los verdaderos responsables, Dong-ho visita al corrupto presidente Jang en la Casa Azul, donde intenta asesinarlo. El presidente sufre un paro cardíaco y es llevado a un hospital dirigido por el Grupo Daejin, que está confabulado tanto con la vice primera ministra de Economía y Finanzas Jung Soo-jin como con el presidente. Ella maniobra con la primera dama para obligar a los médicos de su marido a extender la operación, de modo que haya tiempo para emitir la orden de arresto de Dong-ho antes de que termine, pero su estratagema se frustra. El presidente cae en coma después de la operación y Dong-ho es nombrado presidente en funciones. Creyendo que tiene alrededor de un mes hasta que se convoquen elecciones, Dong-ho comienza su búsqueda para exponer la verdad, con la ayuda de su leal asistente Seo Jung-yeon. Sin embargo, la vice primera ministra Soo-jin intenta poner a la maquinaria del Estado en su contra para monopolizar el próximo poder y ocultar la corrupción. Comienza así una feroz batalla en la que se movilizan fiscales, corporaciones empresariales, la Asamblea Nacional, el Gabinete, el Servicio Nacional de Inteligencia, la opinión pública y hasta la primera dama.

## Reparto

### Principal
- Seol Kyung-koo como Park Dong-ho, primer ministro y presidente interino de la República de Corea.[7][8]
- Kim Hee-ae como Jung Soo-jin, la vice primera ministra de Economía y Finanzas, y líder del partido.[7][9]

### Secundario

#### Casa Azul
- Kim Mi-sook como Choi Yeon-sook, la jefa de Gabinete de la Casa Azul.[10]
- Kim Hong-pa como Jang Il-joon, el presidente de Corea.[6]
- Im Se-mi como Seo Jung-yeon, la secretaria adjunta de Dong-ho.[10]
- Oh Min-ae como Yoo Jung-mi, la primera dama.[10]

#### Entorno de Soo-jin
- Lee Hae-young como Han Min-ho, el marido de Soo-jin.[11]
- Kang Sang-won como Lee Man-gil, la secretaria de Soo-jin.[10]

#### Fiscalía
- Jeon Bae-soo como Lee Jang-seok, el jefe de la Fiscalía del Distrito Central de Seúl.[12]
- Jung Hae-kyun como Jung Pil-kyoo, fiscal jefe adjunto.[13]

#### Grupo Daejin
- Park Geun-hyung como Kang, el presidente del Grupo Daejin.[14][13]
- Kim Young-min como Kang Sang-woon, el vicepresidente del Grupo Daejin, que está implicado con el presidente Jang y con Soo-jin en una trama de corrupción.[6][13]

#### Otros
- Jang Gwang como Cho Sang-cheon, el corrupto líder del partido de oposición.[13][14]
- Kim Jong-koo como Park Chang-shik, un miembro destacado del partido gobernante.[14]
- Cha Soon-bae como Lee Joong-kwon.[15]
- Park Jung-pyo como Jang Hyun-soo.

## Producción y promoción
El director es Kim Yong-wan, y la producción está a cargo de Studio Dragon y Pan Entertainment. La serie está escrita por Park Kyung-soo, reconocido como uno de los mejores exponentes del género del drama de suspenso político en Corea gracias a su llamada «trilogía del poder»: The Chaser (2012), Punch (2014) y Whisper (2017). Las dos primeras fueron galardonadas con el premio al mejor guion en los Baeksang Arts Awards de los años correspondientes. Para Park es un regreso a televisión siete años después de Whisper; sobre sus propósitos al escribir este nuevo guion declaró que «el deseo puede ser controlado por la ley, pero las creencias son difíciles de controlar, y quería mostrar el peligro a través de [el personaje de] Jeong Su-jin». Y añadió: «Sentí que la realidad en la que vivía era demasiado sofocante. Pensé que (vivimos en) una realidad cargada por un pasado obsoleto... Incluso yo anhelaba un héroe en un caballo blanco en la realidad, así que quise crear uno, al menos en un drama». Por su parte, el director Kim Yong-wan declaró al presentar la serie que, dada la calidad literaria del guion, quiso ceñirse a la esencia de la obra en lugar de emplear técnicas visuales: «nos inspiramos en obras maestras celebradas desde hace mucho tiempo... Mi objetivo era crear algo atemporal».
El equipo de producción incluye al responsable del montaje Kim Na-young, que también lo fue en Forest of Secrets (2017-20), y al director de fotografía Park Jang-hyuk (Las hermanas, 2022).
En marzo de 2023 Netflix confirmó la producción de La vorágine, así como los nombres de los dos protagonistas Sol Kyung-gu y Kim Hee-ae. La agencia de esta última había anunciado el 31 de agosto de 2022 que se le había ofrecido el papel y estaba considerando aceptarlo. Ese mismo día  se anunció que el coprotagonista sería Han Suk-kyu. Sin embargo, este lo rechazó porque coincidía con el calendario de rodaje de la tercera temporada de Kim, el doctor romántico. A finales de octubre el papel se había ofrecido a Sol Kyung-gu, que lo estaba evaluando y finalmente lo aceptaría. Para este actor se trata de la primera serie televisiva después de 23 años.
El rodaje se realizó en el primer semestre de 2023.El 30 de mayo de 2024 Netflix confirmó la fecha de lanzamiento de la serie y publicó un cartel y un avance. El 7 de junio distribuyó algunos fotogramas de los dos personajes protagonistas. El 13 de junio lanzó el cartel y el tráiler principales.El 25 de junio se presentó la producción en el JW Marriott Dongdaemun Square en Jongno-gu, Seúl. Los dos primeros episodios se pusieron a disposición de la prensa especializada a modo de avance.

## Crítica
Jang Da-hee (iMBC) señala que los tres puntos a los que se debe prestar atención en la serie son, en primer lugar, el desarrollo vertiginoso de la acción, que la hace atractiva incluso para quien no está interesado en el drama político; el reparto de actores y en especial la confrontación entre dos de talento tan contrastado como Sol Kyung-gu y Kim Hee-ae; y por último la colaboración entre el director Kim Yong-wan y el guionista Park Kyung-soo.
Han Hyeon-jeong (MK Star Today), al comentar los dos primeros episodios de la serie, afirma que se esperaba una producción cliché pero se encontró un «clásico sólido» que «comienza con un incidente intenso y atrae a los espectadores con las emociones entre los personajes, las relaciones complejas y simples y los incidentes continuos [...] La combinación de narrativa comprimida, desarrollo rápido y personajes fuertes que parecen estables y mejorados a un nivel superior también es armoniosa. En particular, el meticuloso conjunto de actores famosos es el punto más brillante y letal de la obra. Las líneas cortas, fuertes e impactantes son un bono bienvenido».
Choi Min-ji (Kyunghyang) también pudo asistir a la vista previa de los dos primeros episodios y escribe que oscilan «entre lo clásico y lo antiguo», renunciando a escenas espectaculares al inicio y cayendo en secuencias de diálogos a veces farragosos. Escribe además: «la estructura del bien y del mal planteada como una confrontación entre el "poder corrupto y los conglomerados" y las "fuerzas justas" es simple en sí misma, pero al superponerse con las diversas escenas presenciadas por la sociedad coreana desde finales de la década de 2010 hasta la década de 2020, [...] crea una sensación de incomodidad en lugar de simpatía. [...] Lo que el episodio 1 o 2 del drama ofrece a los espectadores se acerca más a la fatiga de ver política real que al placer de subvertir la realidad».
Más negativa es la impresión de Pierce Conran (South China Morning Post), para quien falta un elemento de diversión entre muchos diálogos políticos torpes. Las actuaciones de los dos protagonistas no destacan frente a trabajos anteriores de ambos, como en la «excelente película de época» Kingmaker en el caso de él y la «divertida y retorcida» serie Queenmaker en el de ella, ambas de tema similar. Concluye Conran: «al igual que en esas obras, la dirección de Kim es limpia, aunque poco destacable. El mayor problema de este thriller a puerta cerrada es el guion insulso de Park Kyung-soo, que carece de carisma y dramatismo político».
Carmen Chin (NME) le otorga tres estrellas de cinco y nota que la serie «intenta impresionar con un lenguaje intelectual y monólogos exagerados. Partiendo de la vieja pregunta de "qué define la línea entre el bien y el mal", intenta reflexionar sobre hasta dónde puede llegar la corrupción gubernamental y los dilemas éticos en los que se encuentran ambos protagonistas, pero la serie excesivamente dramática se toma a sí misma demasiado en serio como para resultar auténtica o convincente».